# Tkacze (dramat)

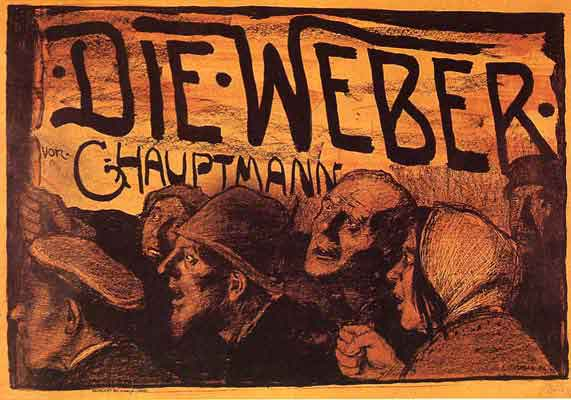
Plakat z 1897 r.

Tkacze (niem. Die Weber, śl-niem. De Waber) – dramat Gerharta Hauptmanna, napisany w 1891 lub 1892 roku, wydany po raz pierwszy w 1892 roku w niemieckim dialekcie śląskim, a jako drugie wydanie w przekładzie na literacki język niemiecki, poświęcony powstaniu tkaczy śląskich z rejonu Gór Sowich z 1844 roku. Pierwszy polski przekład dramatu (tłum. Wiktor Tusza [pseud.], właściwie: Edmund Libański) ukazał się w 1898 roku na emigracji w Londynie nakładem Związku Zagranicznego Socjalistów Polskich.
Utwór składa się z pięciu aktów. Każdy z nich dzieje się w innym miejscu, wszystkie zaś łączy wspólne tło społeczne i problematyka.
Przez trzy pierwsze akty obserwować można napięcie i pragnienie buntu, jakie narastają wśród tkaczy. Akt czwarty to efektowna scena wkroczenia wyzyskiwanych robotników do mieszkania fabrykanta. Piąty akt ukazuje częściowe konsekwencje rebelii oraz różnorodność postaw robotników wobec niej.
Ze względu na nietypowy sposób ukazywania kolejnych ogniw akcji uważa się Hauptmanna za prekursora wykorzystania techniki montażu bliższej dziełu filmowemu niż teatralnemu.
Utwory „The Final March” i „Of No Avail” na albumie Deaf To Our Prayers (2006) grupy muzycznej Heaven Shall Burn zostały zainspirowane dramatem Tkacze.
Wrocławski zespół O.D.R.A nagrał utwór „Tkacze” inspirowany powstaniem tkaczy śląskich.